# Rosenbryum
Rosenbryum (Bryum cryophilum) är en bladmossart som beskrevs av Mårt.. Rosenbryum ingår i släktet bryummossor, och familjen Bryaceae. Enligt den finländska rödlistan är arten starkt hotad i Finland. Arten är reproducerande i Sverige. Artens livsmiljö är våtmarker i fjällen (myrar, stränder, snölegor).